# 伊藤塾
伊藤塾（いとうじゅく）は、株式会社法学館（ほうがくかん）により運営されている受験指導校である。

## 沿革
1995年、東京リーガルマインド（LEC）で司法試験の受験指導していた弁護士の伊藤真が独立し、「伊藤真の司法試験塾」を開塾した。このとき東京リーガルマインドと伊藤の間で発生した争いは東京リーガルマインド事件として知られている。
開塾当初は司法試験に特化した試験対策をしていた。その後、喜治賢次の公務員塾が一時統合するも、後に喜治塾として分離している。
2001年、「伊藤塾」に名称を変更している。その後、司法書士、行政書士、公務員試験、司法試験予備試験などの法律系専門職試験対策や、法科大学院入試、ロー・スクール (アメリカ合衆国)留学対策などに業容を拡大している。一時は、社会保険労務士や宅建の試験対策も行っていた。
2025年、伊藤塾の元役員が脱税を行ったとして、東京国税局から告発される。
開塾時はすべての講義を伊藤塾長が行っていたが、規模が大きくなった現在は、複数の講師によって運営されている。

## 東京リーガルマインド事件
伊藤真は、もともと東京リーガルマインドの司法試験担当専任講師をしていた。伊藤が独立して伊藤塾を新規開塾したとき、LECとの間で締結されていた競業避止義務に関する契約（就業規則等）の効力につき争いが起こり、訴訟にまで発展した（請求棄却）。労働法関係の文献では「東京リーガルマインド事件」として取り上げられている（独立行政法人労働政策研究・研修機構　判例データ）。

## 創業者 脱税容疑で告発
2025年3月、伊藤塾の創業者である西肇元役員（71）が、会社の株を譲渡するなどして得た5億7000万円余りの所得を隠し、およそ6800万円を脱税したとして東京国税局から告発された。元役員は脱税した金を借入金の返済や、上場株の購入に充てていたと見られている。（NHK報道）